# Christian Mayer
Christian Mayer (20. srpna 1719, Modřice – 16. dubna 1783, Mannheim) byl česko-německý jezuita, fyzik, astronom, geodet, kartograf a meteorolog. Proslul především objevy a studiem dvojhvězd.

## Život
Narodil se v Modřicích, nedaleko Brna. Vystudoval teologii v Mohuči a poté, roku 1745, vstoupil do Tovaryšstva Ježíšova v Mannheimu. Zde dostal učitelské školení a začal učit matematiku a klasické jazyky v Aschaffenburgu. V roce 1751 byl jmenován profesorem filozofie na univerzitě v Heidelbergu, v roce 1752 se stal tamtéž profesorem experimentální fyziky.
Při pobytu v Paříži, kde studoval hydrologii, se od zdejších astronomů, jimiž byli Nicolas Louis de Lacaille, Jérôme Lalande, César François Cassini de Thury či Pierre Bouguer, naučil využívat nové astronomické a geodetické přístroje. Po návratu do Německa si v palácové zahradě ve Schwetzingenu zřídil první observatoř a pozoroval poté návrat komety (1759), tranzit Venuše (1761) i částečná zatmění v letech 1765 a 1778. Roku 1769 pozoroval další přechod Venuše přes Slunce v Petrohradu, spolu s Andersem Johanem Lexellem. Se svým kolegou Johannem Metzgerem objevili přes sto dvojhvězd. Mayer jako první vyslovil myšlenku, že se dvojhvězdy točí kolem společného těžiště.
Roku 1763 byl jmenován dvorním astronomem. V roce 1768 byl zvolen členem Německé akademie věd - Leopoldina. V roce 1771 byl pověřen řízením výstavby Mannheimské hvězdárny, posléze se stal jejím prvním ředitelem. Roku 1773 se stal členem britské Královské akademie věd (Royal Society).